# Antonio Montilla
Antonio Montilla (nascido em 1 de novembro de 1935) é um ex-ciclista venezuelano que foi um dos atletas a representar o seu país nos Jogos Olímpicos de 1956, em Melbourne.